# Tscherniak-Einhorn-Reaktion
Die Tscherniak-Einhorn-Reaktion ist eine Namensreaktion in der Organischen Chemie, welche 1901 erstmals von Joseph Tscherniak für die Kondensation von N-Hydroxymethylphthalimid mit verschiedenen aromatischen Verbindungen vorgestellt und 1905 von Alfred Einhorn für die Kondensation von N-Hydroxymethylchloracetamid und Benzoesäure oder Zimtsäure erweitert wurde.

## Übersichtsreaktion
Diese Reaktion beschreibt eine säurekatalysierte elektrophile aromatische Amidoalkylierung unter Verwendung eines N-Hydroxymethylamids oder N-Hydroxymethylimids. Die N-Hydroxymethylamide oder N-Hydroxymethylimide werden auch als Tscherniak-Einhorn-Reagenzien bezeichnet. Diese Reaktion wird von starken Säuren wie 85–100%ige Schwefelsäure, p-Toluolsulfonsäure, Methansulfonsäure und Trifluoressigsäure katalysiert.
Die N-Hydroxymethylamide können durch Kondensation der entsprechenden Amide mit wässrigen Formaldehyd-Lösung in Dioxan in Gegenwart von Natriumhydroxid hergestellt werden.

## Reaktionsmechanismus
Im ersten Schritt wird das N-Hydroxymethylamid durch eine Säure protoniert. Nach Abspaltung von Wasser entsteht ein mesomeriestabilisiertes Kation, das im Sinne einer elektrophilen aromatischen Substitution mit dem Aromaten reagiert.

## Anwendung
Die Reaktion wird für die Herstellung von einigen Alkaloid-Derivaten verwendet als auch als Methode zur Synthese von chemilumineszenten 2-Coumaranonen.